# Liechtenstein ai XII Giochi olimpici invernali
Il Liechtenstein partecipò ai XII Giochi olimpici invernali, svoltisi a Innsbruck, Austria, dal 4 al 15 febbraio 1976, con una delegazione di 9 atleti impegnati in tre discipline.